# Bogegrend Station
Bogegrend Station (Bogegrend holdeplass) er en tidligere jernbanestation på Bergensbanen, der ligger i Vaksdal kommune i Norge. Den har hverken stationsbygning eller krydsningsspor og er kun tilgængelig til fods.
Stationen åbnede som trinbræt 15. maj 1938. Oprindeligt hed den Boger, men den skiftede navn til Bogegrend i februar 1939. Betjeningen med persontog ophørte 9. december 2012. På det tidspunkt blev den kun betjent mandag-fredag af to tog mod Bergen om morgenen og to tog om eftermiddagen mod Voss.